# 御内仏
御内仏（おないぶつ）は、仏壇のことであり、またその中に迎えた本尊を言う。浄土真宗から起こった言葉であるが、仏教各宗派でも使用される。
寺院の住職家族用の仏壇は本堂の仏様と区別する意味もあって特に御内仏と呼ばれるが、寺院のみでなく､一般の各家庭に安置してる仏壇も御内仏である。